# 13-й окремий батальйон НГ (Україна)
36-й окремий полк[джерело?] (36 ОП НГУ, в/ч 3053) — підрозділ у складі Західного оперативно-територіального об'єднання Національної гвардії України.

## Історія
31 жовтня 1992 року на базі лінійного батальйону 481-го конвойного полку (в/ч 6689) міста Вінниці у Хмельницькому було сформовано військову частину 3053.
23 грудня 1998 року створюється спеціальна патрульна рота військової частини 3053.

## Структура
- 1-й батальйон;
- 2-й батальйон;
- навчальний батальйон[4];
- спеціальна патрульна рота (Камянець-Подільський);
- кінологічний взвод

## Командування
- майор Мартинюк Андрій (2017)[5] в.о.
- полковник Березнюк Роман Вячеславович (2017—2021)[6]
- Підполковник Богдан Іван Богданович * (2021—2023)[джерело?]
- полковник Черноусов Володимир Володимирович (2023)[джерело?]

## Втрати
1. 29 травня 2024 — Денис Купельський («Купол»), 22 жовтня 1995 року, с. Немичинці Хмельницького району, Хмельницької області. Загинув у н.п. Липці Харківського району, під час мінометного обстрілу[7].